# Gran Premio motociclistico del Belgio 1959
Il Gran Premio motociclistico del Belgio fu il quinto appuntamento del motomondiale 1959.
Si svolse il 5 luglio 1959 sul circuito di Spa-Francorchamps. Erano in programma le classi 125, 500 e sidecar, oltre alla 350 "Formula 1".
Prima gara della giornata quella della 125, vinta da Carlo Ubbiali in volata su Tarquinio Provini.
La 350 "Formula 1" (su 11 giri) fu vinta da Gary Hocking.
Nei sidecar, all'ultima gara stagionale, vittoria di Walter Schneider approfittando del ritiro di Florian Camathias.
Chiuse la 500, con la quinta vittoria stagionale di John Surtees.

## Classe 500

### Arrivati al traguardo
| Pos. | Pilota             | Moto      | Tempo        | Punti |
| ---- | ------------------ | --------- | ------------ | ----- |
| 1    | John Surtees       | MV Agusta | 1h 06' 06" 5 | 8     |
| 2    | Gary Hocking       | Norton    | +1' 48" 6    | 6     |
| 3    | Geoff Duke         | Norton    | +2' 11"      | 4     |
| 4    | Bob Brown          | Norton    | +2' 12" 8    | 3     |
| 5    | Remo Venturi       | MV Agusta | +2' 50" 1    | 2     |
| 6    | Bob Anderson       | Norton    | +3' 01" 5    | 1     |
| 7    | Tom Phillis        | Norton    | +3' 10" 6    |       |
| 8    | Dickie Dale        | BMW       | +3' 11"      |       |
| 9    | Jim Redman         | Norton    | +3' 11" 4    |       |
| 10   | Derek Minter       | Norton    | +1 giro      |       |
| 11   | Geoff Tanner       | Norton    | +1 giro      |       |
| 12   | Raymond Bogaerdt   | Norton    | +1 giro      |       |
| 13   | Mike Hailwood      | Norton    | +1 giro      |       |
| 14   | Jules Nies         | Matchless | +1 giro      |       |
| 15   | Raymond Hanset     | Norton    | +1 giro      |       |
| 16   | Hans-Günther Jäger | BMW       | +1 giro      |       |
| 17   | Jean-Pierre Bayle  | Norton    | +3 giri      |       |

### Ritirati
| Pilota         | Moto   | Motivo ritiro |
| -------------- | ------ | ------------- |
| John Hempleman | Norton |               |
| Alfredo Milani | Gilera |               |
| Ken Kavanagh   | Norton |               |

## Classe 125
12 piloti alla partenza.

### Arrivati al traguardo
| Pos. | Pilota            | Moto      | Tempo     | Punti |
| ---- | ----------------- | --------- | --------- | ----- |
| 1    | Carlo Ubbiali     | MV Agusta | 42' 33" 4 | 8     |
| 2    | Tarquinio Provini | MV Agusta | +0" 4     | 6     |
| 3    | Luigi Taveri      | Ducati    | +10" 5    | 4     |
| 4    | Derek Minter      | MZ        | +1' 12" 6 | 3     |
| 5    | Ken Kavanagh      | Ducati    | +1' 25" 4 | 2     |
| 6    | Karl Kronmüller   | Ducati    | +5' 17" 3 | 1     |
| 7    | Werner Spinnler   | Ducati    | +5' 29" 3 |       |
| 8    | Bruno Spaggiari   | Ducati    |           |       |

## Classe sidecar

### Arrivati al traguardo
| Pos | Pilota            | Passeggero         | Moto | Tempo     | Punti |
| --- | ----------------- | ------------------ | ---- | --------- | ----- |
| 1   | Walter Schneider  | Hans Strauß        | BMW  | 42' 08" 7 | 8     |
| 2   | Jo Rogliardo      | Marcel Godillot    | BMW  | +1' 41" 4 | 6     |
| 3   | Fritz Scheidegger | Horst Burkhardt    | BMW  | +2' 14" 9 | 4     |
| 4   | Edgar Strub       | Roland Föll        | BMW  | +2' 18" 7 | 3     |
| 5   | Bill Beevers      | John Chisnell      | BMW  | +2' 50" 8 | 2     |
| 6   | Joseph Duhem      | Robert Burtin      | BMW  | +3' 54" 1 | 1     |
| 7   | August Rohsiepe   | Arthur Gardyanczik | BMW  | +5' 35" 5 |       |

## Fonti e bibliografia
- Corriere dello Sport, 6 luglio 1959, pag. 7.
- Risultati della 500 su autosport.com, su autosport.com.